# 北15線
北15線 燈台口－二坪頂，是位於新北市的一條鄉道，北起新北市石門區燈台口，南至新北市三芝區二坪頂，全長11公里。

## 路線說明
新北市
- 石門區：燈台口（起點，台2線舊線老梅路口）→（無名道路）→ 石橫產業道路 → 八甲（北16線岔路）→ 下八甲路 → （區界）
- 三芝區：（區界）→ 屏山路 → 橫山（北18線岔路）→ 二坪頂（終點，二坪頂49號前）

## 歷史沿革
| 北15線歷史沿革 | 北15線歷史沿革                           | 北15線歷史沿革                            |
| 年代           | 本編號沿革                               | 本路線沿革                                |
| -------------- | ---------------------------------------- | ----------------------------------------- |
| 1961年         | 竹子湖－陽明山4.182km                    | 以橫山為分界，以北為北1線， 以南為北2線。 |
| 1968年         | 台北市合併陽明山管理局升格，原線解編。   | 以橫山為分界，以北為北1線， 以南為北2線。 |
| 1976年         | 改編為石門－尖山湖6.425km                | 全線編入北1線（11.15km）                  |
| 1983年         | 原北15線線改編為北19線 北1線改編為北15線 | 原北15線線改編為北19線 北1線改編為北15線  |

## 沿線地標、設施
- 屏山天元宮
- 真武寶殿牌樓

## 交會公路
- 北16線
- 北18線